# Franco Tatò
Francesco Tatò, né à Lodi le 12 août 1932 et mort à San Giovanni Rotondo le 2 novembre 2022, est un homme d'affaires italien.
Il est connu sous le nom de Kaiser Franz pour les méthodes de gestion rigoureuses qu'il a utilisées pour réaliser un redressement économique dans les nombreuses entreprises dans lesquelles il a été nommé PDG au fil des ans. Le « philosophe-manager » est un autre surnom, issu de ses premières études.

## Biographie

### Éducation
Franco Tatò a obtenu un diplôme de philosophie à l'Université de Pavie, Collège Ghislieri, avec une thèse en philosophie théorique sur Max Weber sous la direction d'Enzo Paci. Économiquement indépendant grâce à l'obtention d'une bourse, il décide de poursuivre sa formation par deux années d'études à Munich et à Münster en Allemagne ; titulaire d'une bourse Fulbright il a poursuivi ses études à Harvard.

### Olivetti (1956–1990)
En 1956, à l'âge de 24 ans, Franco Tatò entame son ascension dans les rangs du groupe Olivetti, où, pendant les six premiers mois, il travaille sur la chaîne de montage de l'usine d'Ivrée. « Je considère personnellement cette période comme l'une des plus utiles pour moi dans un sens formatif, car travailler sur la chaîne de montage m'a aidé à comprendre les priorités et les valeurs des personnes qui y travaillaient. » Il a gravi les échelons de l'entreprise jusqu'à atteindre la direction générale. L'entreprise l'a chargé de remettre sur pied les filiales étrangères en difficulté. De 1970 à 1973, il a été PDG d'Austro Olivetti à Vienne, en Autriche. De 1974 à 1976, il a travaillé comme PDG de British Olivetti à Londres.

#### En Allemagne
En 1976, Franco Tatò est retourné en Allemagne en tant que PDG de Deutsche Olivetti GmbH à Francfort, où il est resté jusqu'en 1980, date à laquelle il a été nommé directeur des ventes à l'étranger du groupe Olivetti. Il a quitté Olivetti temporairement de 1982 à 1984. Il a pris le poste de PDG du groupe Mannesmann-Kienzle à Villingen-Schwenningen, en Allemagne. En 1986, il revient chez Olivetti avec pour mission de restructurer le groupe Triumph Adler, une entreprise de plus de 9 000 salariés qui a développé une activité dans le secteur de la bureautique et de l'informatique et est rachetée par la société italienne à Volkswagen. En deux ans, il réussit à redresser l'entreprise grâce à des politiques de réduction des coûts et des mesures de réorganisation pour accroître l'efficacité de la production et lancer des produits innovants.

#### Fin chez Olivetti
Tatò a passé les années 1989 et 1990 à la tête d'Olivetti Office, une division spécialisée dans la production et la vente mondiale d'équipements de bureau et d'ordinateurs. Le secteur à cette époque est en crise. À la fin de l'année, en raison de désaccords organisationnels et stratégiques avec le chef du groupe, Carlo De Benedetti, Francesco Tatò et Olivetti acceptent de se séparer.

#### Mondadori
Franco Tatò a eu sa première expérience dans le monde de l'édition avant son passage chez Triumph Adler. De 1984 à 1986, il prend la tête de l'éditeur italien Arnoldo Mondadori Editore. En l'espace de quelques mois, il devient vice-président et directeur général.

### Mandats dans des sociétés de Silvio Berlusconi (Mondadori, Fininvest)
La relation de Franco Tatò avec Silvio Berlusconi a commencé en 1991, deux ans avant l'entrée de Berlusconi sur la scène politique. Le jour où Tatò a été nommé PDG de Fininvest en 1993, le "Cavaliere" a dit de lui en plaisantant : « Quand je le croise dans le couloir, j'ai toujours peur qu'il me considère comme un coût à couper ! » Tatò avait des relations orageuses avec d'autres acteurs clés de l'empire de Silvio Berlusconi : Marcello Dell'Utri, Fedele Confalonieri, Adriano Galliani et Giancarlo Foscale. C'est précisément la « coexistence problématique avec plusieurs assistants proches et inamovibles de Berlusconi » qui a poussé Tatò à accepter le poste de PDG du géant italien de l'énergie Enel lorsque le gouvernement Prodi lui a proposé le poste en 1996 ; il le fait « avec soulagement », ce qui marquera la fin de sa relation de travail avec les entreprises de l'ex-Premier ministre.

#### Retour chez Mondadori
Franco Tatò est appelé pour la seconde fois à la tête de Mondadori en 1991, cette fois par Silvio Berlusconi. Sa réputation de redresseur d' entreprises a conduit Berlusconi à lui confier la restructuration du géant italien de l'édition après son rachat contesté de la société au CIR de Carlo De Benedetti. Il est resté PDG de Mondadori jusqu'en 1996, parallèlement à son poste de PDG du groupe Fininvest.

#### Fininvest (1993–1995)
En octobre 1993, il a également assumé le rôle de PDG du groupe Fininvest, où il reste jusqu'en février 1995, et en mai 1994, il a ajouté la vice-présidence d'Arnoldo Mondadori Editore Sp. A. à la liste de postes. Au moment de l'arrivée de Tatò chez Fininvest, le groupe Berlusconi était la deuxième entreprise la plus endettée d'Italie (dettes de 3,4 fois le capital social). De nombreux grands groupes bancaires italiens, créanciers de Fininvest, ont vu dans l'arrivée du « Kaiser Franz » à la tête de l'entreprise une évolution positive. Pour sa part, Tatò a pu assainir le bilan de Fininvest, ce qui a été réalisé principalement en inscrivant Mondadori en bourse et en rationalisant l'organisation tout en réduisant considérablement les coûts. Ces opérations ont fourni les ressources dont l'entreprise avait besoin pour sortir du trou dans lequel elle s'était retrouvée. Tatò a recommencé à se concentrer exclusivement sur Mondadori pendant une autre année, jusqu'à ce qu'en 1996, il soit appelé à diriger l'une des plus grandes entreprises publiques italiennes, Enel.

### ENEL (1996– 2002)
Avec sa nomination à Enel, par le gouvernement de Romano Prodi en 1996, Franco Tatò est l'un des personnages clés de la privatisation de l'industrie d'État italienne.
À la tête d'Enel, il a réduit les 96 000 employés à 70 000, a travaillé pour transformer l'ancien monopole d'État de l'électricité en une société de services moderne de premier plan et pour transformer les « utilisateurs » d'Enel en « clients ». L'une des missions poursuivies par Tatò à la tête d'Enel était de diversifier les services fournis par l'ancien monopole d'État pour compenser sa cession d'importantes parts de marché à des concurrents sur le nouveau marché libre de l'électricité. Dans un certain sens, Tatò a travaillé pour préparer l'entreprise à l'impact de la libéralisation du marché italien de l'énergie, tout en travaillant à l'objectif de parvenir à une diversification multi-services pour l'ancien géant de l'État. La privatisation de l'entreprise a commencé sous sa direction, 32% du capital de l'entreprise étant vendus en bourse et atteignant un bon prix.
En 1998, Enel est entré sur le marché italien de la téléphonie cellulaire aux côtés de ses partenaires stratégiques France Telecom et Deutsche Telekom. Le résultat a été Wind, le troisième plus grand fournisseur de services cellulaires italien. En 2000, Wind a acquis le FAI Infostrada. Enel s'est rapidement développé davantage dans le secteur des services publics avec Enel. Hydro pour l'eau et Camuzzi Gazometri pour le gaz, ainsi que les énergies renouvelables (Erga, plus tard Enel Green Power), l'ingénierie des installations (EnelPower), l'immobilier (Sei) et la formation (Sfera). En 1999, l'engagement d'exploiter les capacités et l'expertise non réalisées du groupe s'est poursuivi, ainsi que le processus de spin-off de sociétés. Les résultats comprenaient des leaders dans leurs secteurs respectifs tels que Erga (énergie renouvelable), plus tard Enel Green Power, qui serait responsable d'une expansion significative sur les marchés étrangers. Viennent ensuite EnelPower (ingénierie des installations), Sei (immobilier), Sfera (formation) et Terna, opérateur du réseau électrique en Italie et au Brésil.
Tatò a lancé un processus de modernisation des technologies et des communications d'Enel. Par exemple, l'informatisation des communications avec les clients (le portail Web Enel.it) qui permet aux clients de fournir des relevés, de payer des factures et de souscrire et modifier des contrats de fourniture d'énergie ; le développement d'une technologie pour un système WebTv, l'apprentissage à distance et la transmission de données par câblage électrique. Avec Enel Trade, l'entreprise a développé une relation individuelle avec les clients industriels, mais l'aspect le plus important a peut-être été le développement du compteur électronique, qui permet la lecture à distance et différentes tranches tarifaires, dont 33 000 000 ont été installées. Avec la vente de trois sociétés de production totalisant 15 000 MW, les fondations du marché libre de l'électricité en Italie ont été jetées. « Je laisse une mine d'or » a déclaré Tatò à la fin de son séjour à Ener. Sous sa direction, l'ex-compagnie publique d'électricité est passée d'un bénéfice de 1,15 milliard d'euros en 1995 à 4,22 milliards d'euros en 2000, avec le processus de privatisation engagé et la diversification de l'entreprise menée avec succès. En 2002, lorsque le département du Trésor du gouvernement Berlusconi, dirigé par Giulio Tremonti, n'a pas renouvelé son contrat de PDG d'Enel.

### Autres postes
- De septembre 2002 à avril 2003, il est président de Hdp – Holding di Partecipazioni industriali (actuellement RCS MediaGroup Spa );
- De juin 2002 à avril 2009, il est administrateur de Prada Holding Milan ;
- De juin 2005 à juin 2006, il est PDG de Cartiere P.Pigna, autre redressement réussi ;
- De juin 2007 à octobre 2009, il est président-directeur général d'IPI Spa Turin ;
- D'octobre 2009 à juin 2010, il est président et chef de la direction de Mikado Film.

#### Treccani (2003-2014)
Entre 2003 et 2014, Franco Tatò est PDG du Treccani Istituto della Enciclopedia Italiana, une institution culturelle qui a à peine survécu sur le marché difficile dominé par Google et Wikipedia. Au cours de son mandat, plus d'un million d'articles des différentes encyclopédies ont été stockés numériquement dans une base de données et mis gratuitement à la disposition du grand public via le portail www.treccani.it. Le portail propose également une série de services culturels et éducatifs, une chaîne de télévision en ligne faisant autorité et Piazza Enciclopedia, un magazine culturel qui est distribué à 245 000 utilisateurs. Le portail Treccani reçoit environ 450 000 visiteurs par jour.

#### Parmalât (2011-2014)
En juin 2011, Franco Tatò est nommé président du conseil d'administration du groupe agroalimentaire Parmalat. Cette nomination a été proposée par BSA, la holding de la famille Besnier, propriétaire de Lactalis, qui détient 83,03% du capital de la société.

#### Spa Berco (2013)
En mars 2013, Franco Tatò devient vice-président de l'équipementier automobile Berco, qui fait partie du groupe Thyssen Krupp.

#### Derniers postes
Depuis 2002, directeur du Groupe Coesia de Bologne (précédemment Csii Industrie Spa et Gidsi spa).
Il est également membre du comité directeur de XY-WORLDWIDE et président du conseil d'administration de Consultinvest Partecipazioni SpA.

### Famille
Franco Tatò fut marié à l'écrivain et auteur et productrice de télévision italienne Sonia Raule (it).

## Essais et publications
- 1992, Autunno tedesco – Cronaca di una ristrutturazione impossibile (Automne allemand – Journal d'une restructuration impossible, Sperling & Kupfer, 1992) qui remporte le prix Tevere de non-fiction ;
- 1995 : A scopo di lucro (Pour le profit) avec Giancarlo Boselli, rédacteur en chef adjoint du journal l'Unità ;
- 1995 : Essere competitivi. Le esperienze di due protagonisti (Being Competitive: the Experiences of two Main Players), écrit avec le PDG de New Holland, Riccardo Ruggeri ;
- 2000 : Perché la Puglia non è la California (Pourquoi les Pouilles n'est pas la Californie, Baldini & Castoldi) ;
- 2004 : Diario tedesco . La Germania prima e dopo il Muro (Journal allemand : l'Allemagne avant et après le mur, Baldini Castoldi Dalai).